# Александар Пересвет
Александар Пересвет (? — 8. септембар 1380) — руски монах, ратник, монах Тројице-Сергијевог манастира. Заједно са Родионом Осљабејем учествовао је у Куликовској бици.
Руска православна црква га је канонизовала у чин светитеља, његов спомен се прославља у Саборном храму радоњешких светаца, Саборном храму тулских светитеља 22. септембра (5. октобра).

## Порекло
Пересвет је рођен у Брјанску и, пре него што је пострижен у монашки чин, био је бојар, учествовао је у бројним походима и биткама. Постоји легенда да је Пересвет примио монашки постриг у Ростовском Борисоглебском манастиру. Локални историчар А. А. Титов, позивајући се на „Традиције ростовских принчева“, извештава да нема података о Александру Пересвету. Житије Пересвета и Осљабије извештава да су Пересвет и Осљабија били ученици и постриженици светог Сергија Радоњешког.

## Учешће у Куликовској бици
По житију Светог Сергија Радоњешког, пред Куликовску битку, кнез Димитрије је у потрази за духовним ослонцем отишао у манастир по благослов. Татари су у то време сматрани непобедивима, а име светог Сергија, као праведника и чудотворца, прослављало се у целој Русији. Благослов такве особе требао је улити наду у све ратнике.
Свети Сергије је благословио не само кнеза, већ и, према речима писца Легенде о Мамајевској бици, из 15. века, два монаха који су добро познавали ратну вештину, Александра Пересвета и његовог брата Андреја Осљабу. Историчар А.Л. Никитин сматра да је епизода са „благословом“ није историјска, као и дуел са „печенегом“ Челубејем. У најранијој познатој приповетци ο бици из 1380. године „На покољу на Дону“ име Сергија Радоњешког уопште се не помиње.
Према предању, пре битке, Пересвет се молио у пустињачкој келији код параклиса светог ратника великомученика Димитрија Солунског из 4. века, где је касније основан Димитријевски Рјашки манастир, који се налази 7 км од града Скопина. После молитве, Пересвет је отишао, оставивши свој штап. После револуције 1917. године, ове реликвије чувају се у локалном музеју у Рјазању.
Легенда о Мамајевској бици каже да је пре почетка Куликовске битке Пересвет учествовао у традиционалном „двобоју хероја“. Од стране Мамајеве војске, супротставио му се херој Челубеј. Према легенди, Челубеј се није одликовао само великом снагом, већ и посебним мајсторством у војној вештини. Неки извори указују на то да је Челубеј био непобедиви дуел ратник, кога су људи из Мамаја ангажовали посебно за такве дуеле. Оба противника су била на коњима, оружје су била копља. „И ударише јако копљима, под њима се земља скоро проломила, и обојица падоше са коња на земљу и погинуше“.
Постоји и друга верзија двобоја, према којој је копље мајстора коњичког дуела Челубеја било много дуже него обично. Ушавши с њим у битку на копљима, непријатељ није могао ни да удари, јер је већ био поражен и испао из седла. Александар Пересвет је кренуо против логике двобоја – скинувши оклоп, остао је само у једној Великој схими (монашки огртач са ликом крста, ношен преко монашке одежде). Учинио је то како непријатељско копље, пролазећи великом брзином кроз мека ткива тела, не би имало времена да га избаци из седла, а затим је могао да удари, што се догодило у борби. Челубеј је погинуо и испао из седла. Пересвет је, задобивши смртну рану, наставио да јаше у седлу, стигао је у формацију руске војске и тамо умро, или је верни коњ носио победника који је погинуо путем, али је остао у седлу, до својих. Одмах након погибије бораца, према легенди, почела је сама битка - Мамајева коњица је напала предњи пук руских трупа. Истовремено, у тексту „Задоншчине“ се види да је Пересвет био жив за време битке – „скаче на своме добром коњу на пољу, и блиста својим златним оклопом“ када су „други већ посечени“.
Након битке, тело Пересвета, заједно са телом Осљабија, однето је у Москву и сахрањено поред цркве Рођења Пресвете Богородице у Старом Симонову.